# La Chute de Gondolin
La Chute de Gondolin (en anglais The Fall of Gondolin) est un conte écrit vers 1916-1917 par J. R. R. Tolkien. C'est le premier texte de son légendaire concernant la Terre du Milieu. Le conte original de 1917 fut publié de façon posthume par le fils et principal éditeur de l'auteur, Christopher Tolkien, dans Le Second Livre des contes perdus.
Cette version originale fut retravaillée par J. R. R. Tolkien, et des versions ultérieures de l'histoire furent publiées dans Le Silmarillion et dans les Contes et légendes inachevés.
Sous la direction de Christopher Tolkien, une nouvelle édition est publiée en 2018.

## Résumé
Le conte est centré sur le personnage de l'Homme Tuor. Celui-ci voyage en suivant le Mithrim jusqu'à la mer, puis en Arsligion au sud de Dor-lómin. Le Vala Ulmo lui apparaît et lui demande d'aller à Gondolin. Tuor entreprend la recherche de la cité cachée avec les Elfes Noldoli. Cependant, craignant Melkor ces derniers le quittent, hormis Voronwë (appelé également Bronweg). Ensemble, ils découvrent le chemin d'accès à la cité cachée.
Ils sont accueillis par le roi Turgon, qui ne tient pas compte de l'avertissement d'Ulmo transmis par Tuor, mais qui autorise celui-ci à demeurer dans la ville. Après plusieurs années, Tuor épouse Idril Talceleb, fille de Turgon, réalisant ainsi le deuxième mariage entre un Homme et une Elfe. Meglin, neveu du roi, en conçoit de la jalousie. Idril et Tuor ont un fils, Eärendel.
Pendant ce temps, les espions de Melkor découvrent l'existence du Chemin d'Évasion par lequel Tuor a franchi les montagnes. Ils capturent Meglin qui était parti dans les collines, et celui-ci leur révèle toutes les défenses de la cité. Melkor le renvoie dans la ville en l'obligeant à garder le silence sur sa trahison. Sept ans plus tard, lors de la grande fête de l'Été, Melkor attaque Gondolin.
Les habitants résistent héroïquement, Ecthelion de la Source et Glorfindel abattent chacun un Balrog, mais les forces de Melkor sont bien trop nombreuses. Cependant Turgon refuse de quitter la ville alors que Tuor s'efforce de mener à l'abri les survivants, parmi lesquels sa femme et son fils. Après la chute de la ville, les exilés errent quelque temps avant de s'installer à l'embouchure du Sirion.

## Création et versions ultérieures
Après avoir participé à la bataille de la Somme au cours de la Première Guerre mondiale, J. R. R. Tolkien attrape la fièvre des tranchées et est renvoyé en Angleterre le 8 novembre 1916. Pendant sa convalescence à Great Haywood (Staffordshire), ou peut-être un peu avant, à Birmingham, il commence la rédaction de La Chute de Gondolin, au crayon sur deux cahiers d'écoliers, sous le titre « Tuor et les Exilés de Gondolin (qui introduit au grand conte d'Eärendel) ». Le personnage d'Eärendel (plus tard Eärendil) apparaissait déjà dans plusieurs poèmes rédigés entre 1914 et 1915.
La date exacte de début de rédaction du conte est incertaine, J. R. R. Tolkien avançant tour à tour les dates de 1916 ou 1917, mais affirmant toujours qu'il s'agissait de la première véritable histoire de son légendaire :

« Toutefois, la première véritable histoire de ce monde imaginaire, alors presque entièrement sous sa forme actuelle, a été écrite en prose au cours d'une permission pour raisons médicales, à la fin de 1916 : La Chute de Gondolin. »

— J. R. R. Tolkien, Lettre à W. H. Auden 7 juin 1955
Tolkien réécrivit le texte à l'encre, en suivant d'assez près la version originale, et une version au propre en fut faite par son épouse, peut-être à cette époque, soit alors que J. R. R. Tolkien vivait à Oxford dans les années 1920.
Au printemps 1920, Tolkien lut ce conte au Club d'Essais du collège d'Exeter. Il reçut un bon accueil. Tolkien rédigea par la suite une version abrégée du conte, destinée à être incluse dans la Quenta Silmarillion (1938). En 1951, après avoir terminé la rédaction du Seigneur des anneaux, il rédigea une nouvelle version de l'histoire la chute de Gondolin, qui serait cohérente avec le reste des récits du Premier Âge (ceux-ci avaient subi des modifications importantes depuis 1917), mais il ne termina pas cette nouvelle version, s'arrêtant au moment où Tuor découvre la cité cachée.
Christopher Tolkien a publié cette dernière version, qu'il a rebaptisée De Tuor et de sa venue à Gondolin, dans les Contes et légendes inachevés. Quelques années plus tard, il publia le conte original de 1917 dans le second Livre des contes perdus.

## Style, influences et réception
La Chute de Gondolin est l'un des écrits de Tolkien qui doit le plus à l'influence de William Morris. Les romantiques tels George MacDonald et La Motte-Fouqué ont également été cités comme l'ayant influencé. Le conte est écrit dans un style volontairement archaïsant mais vigoureux, selon un schéma narratif mettant en scène « une échappée et un retour », schéma spécifique présent dans l’Odyssée d'Homère et l’Énéide de Virgile. Le passage de la trahison de Meglin est, quant à lui, rapproché du style mélodramatique des romans d'aventure victoriens. John Garth note que malgré ce que le conte doit à la Première Guerre mondiale, il n'est pas une « propagande de guerre mais un mythe et un drame moral ».
Le texte est globalement bien reçu, notamment lors de sa lecture publique en 1920, par exemple par l'ami de Tolkien, Hugo Dyson.

## Édition de 2018
Sous la direction de Christopher Tolkien, une nouvelle édition est publiée en 2018 qui rassemble toutes les versions jamais éditées du texte : celle de l’année 1917, seul récit complet de l'histoire et appartenant au Livre des contes perdus ; une version condensée datant d'entre 1926 et 1930 afin de l'harmoniser avec Le Silmarillion ; puis une dernière version datant probablement de 1951 avec un récit qui se clot quand Tuor atteint Gondolin.